# DMBX1
DMBX1 (англ. Diencephalon/mesencephalon homeobox 1) – білок, який кодується однойменним геном, розташованим у людей на 1-й хромосомі. Довжина поліпептидного ланцюга білка становить 382 амінокислот, а молекулярна маса — 41 198.
| 10         |  | 20         |  | 30         |  | 40         |  | 50         |
| ---------- |  | ---------- |  | ---------- |  | ---------- |  | ---------- |
| MQHYGVNGYS |  | LHAMNSLSAM |  | YNLHQQAAQQ |  | AQHAPDYRPS |  | VHALTLAERL |
| AGCTFQDIIL |  | EARYGSQHRK |  | QRRSRTAFTA |  | QQLEALEKTF |  | QKTHYPDVVM |
| RERLAMCTNL |  | PEARVQVWFK |  | NRRAKFRKKQ |  | RSLQKEQLQK |  | QKEAEGSHGE |
| GKAEAPTPDT |  | QLDTEQPPRL |  | PGSDPPAELH |  | LSLSEQSASE |  | SAPEDQPDRE |
| EDPRAGAEDP |  | KAEKSPGADS |  | KGLGCKRGSP |  | KADSPGSLTI |  | TPVAPGGGLL |
| GPSHSYSSSP |  | LSLFRLQEQF |  | RQHMAATNNL |  | VHYSSFEVGG |  | PAPAAAAAAA |
| AVPYLGVNMA |  | PLGSLHCQSY |  | YQSLSAAAAA |  | HQGVWGSPLL |  | PAPPAGLAPA |
| SATLNSKTTS |  | IENLRLRAKQ |  | HAASLGLDTL |  | PN         |  |            |

A: Аланін

C: Цистеїн

D: Аспарагінова кислота

E: Глутамінова кислота

F: Фенілаланін

G: Гліцин

H: Гістидин

I: Ізолейцин

K: Лізин

L: Лейцин

M: Метіонін

N: Аспарагін

P: Пролін

Q: Глутамін

R: Аргінін

S: Серин

T: Треонін

V: Валін

W: Триптофан

Кодований геном білок за функціями належить до репресорів, білків розвитку. 
Задіяний у таких біологічних процесах, як транскрипція, регуляція транскрипції, альтернативний сплайсинг. 
Білок має сайт для зв'язування з ДНК. 
Локалізований у ядрі.